# Tylihul
Der Tylihul (ukrainisch Тилігул; russisch Тилигул Tiligul, rumänisch Tiligul) ist ein 173 km langer Zufluss zum Schwarzen Meer im Süden der Ukraine. 
Das Einzugsgebiet des Tylihul beträgt 3550 km² und sein Gefälle beträgt 0,9 m/km. Der Tylihul entspringt im Süden der Podolischen Platte nordöstlich der Stadt Podilsk bei dem Dorf Oleksandriwka (Олександрівка) im Rajon Podilsk in der Oblast Odessa. Er durchfließt dann den Osten der Oblast in südöstliche Richtung. Auf seinem Weg durchfließt er die Städte Ananjiw und Beresiwka. Nach 168 Kilometern mündet er südöstlich des Dorfes Donska Balka (Донська Балка) im Rajon Beresiwka in den Tylihul-Liman, ein 60 km langer Liman, der östlich der Stadt Juschne in das Schwarze Meer mündet.
Der Küstenfluss wird hauptsächlich von der Schneeschmelze gespeist. 29 km oberhalb der Mündung beträgt der mittlere Abfluss 0,74 m³/s. Der Ober- und Mittellauf des Tylihul fallen in der Regel 5–7 Monate im Jahr trocken.

## Nebenflüsse
Nebenflüsse des Tylihul sind der 63 km lange, von rechts zufließende Schuriwka (Журівка) sowie die etwa 20 km langen, von links zufließenden Slipucha (Сліпуха) und Tartakaj (Тартакай).